# Железнишка река
Железнишка река, или река Железница (известна още като Ягуля, Селска река, Стамболова река и Ведена) е река в Западна България, област София, ляв приток на река Искър. Дължината ѝ е 11 km.
Железнишката река събира водите си от обширната циркусообразна местност Казана в източните склонове на Витоша, заградена от върховете Казана, Голям Купен и Белчева скала. Протича в източна посока, а след приемането на десния си приток – Устружки дол под село Железница променя посоката си в североизточна. В горното си течение реката е по-известна с имената – Селска и Стамболова, а в долното – Ведена. Основен приток на Железнишка река е река Егуля, водеща началото си от Плана планина, с която се слива на 2 km под селото. Оттам до вливането ѝ като ляв приток в река Искър носи името Ведена, което произхожда от стара легенда около историята на крепостта Урвич. На протежение от 1 km по долината и, в участъка от село Железница до ниската обиколна пътека на Витоша (НОП) минава маркираната пътека за хижа Физкултурник и Черни връх, която е най-прекия туристически маршрут от изходните пунктове към върха. В долинното разширение на реката над селото са изградени кътове за отдих с много маси, пейки и беседки – отлично място за излет сред природата. В долното си течение реката образува дълбока долина, която оформя орографската граница между Витоша и Плана планина.
В близост до водослива с река Егуля се намират Железнишките минерални извори, които са 12 – 13 на брой, с дебит от 3 до 9 l/s, при температура на водата от 23 до 32,5 °C.
Железнишката река се влива в Искър при Дяволския мост срещу местността Урвич. От този мост води началото си един от основните маршрути в Плана планина, минаващ през Кокалянския манастир и продължаващ към връх Манастирище и село Плана. При устието на реката, високо над левия ѝ бряг добре се откроява природния феномен „Стърничков камък“ – съвкупност от скални фигури, една от които наподобява жена, държаща в скута си дете.
Основни притоци: → ляв приток, ← десен приток
- → Устружки дол
- ← Загорчов дол
- ← Железнишни минерални извори
- ← Егуля
- ← Грчки дол
- → Злио дол

- Снимки
- Долината на Железнишка река
- Част от поречието в горното течение на Железнишка река
- Природният феномен „Стърничков камък“

## Други
На река Ягуля е наречена улица в кварталите „Драгалевци“ и „Киноцентъра III“ в София (Карта).

## Топографска карта
- Лист от карта K-34-59. Мащаб: 1 : 100 000.